# We the Kings

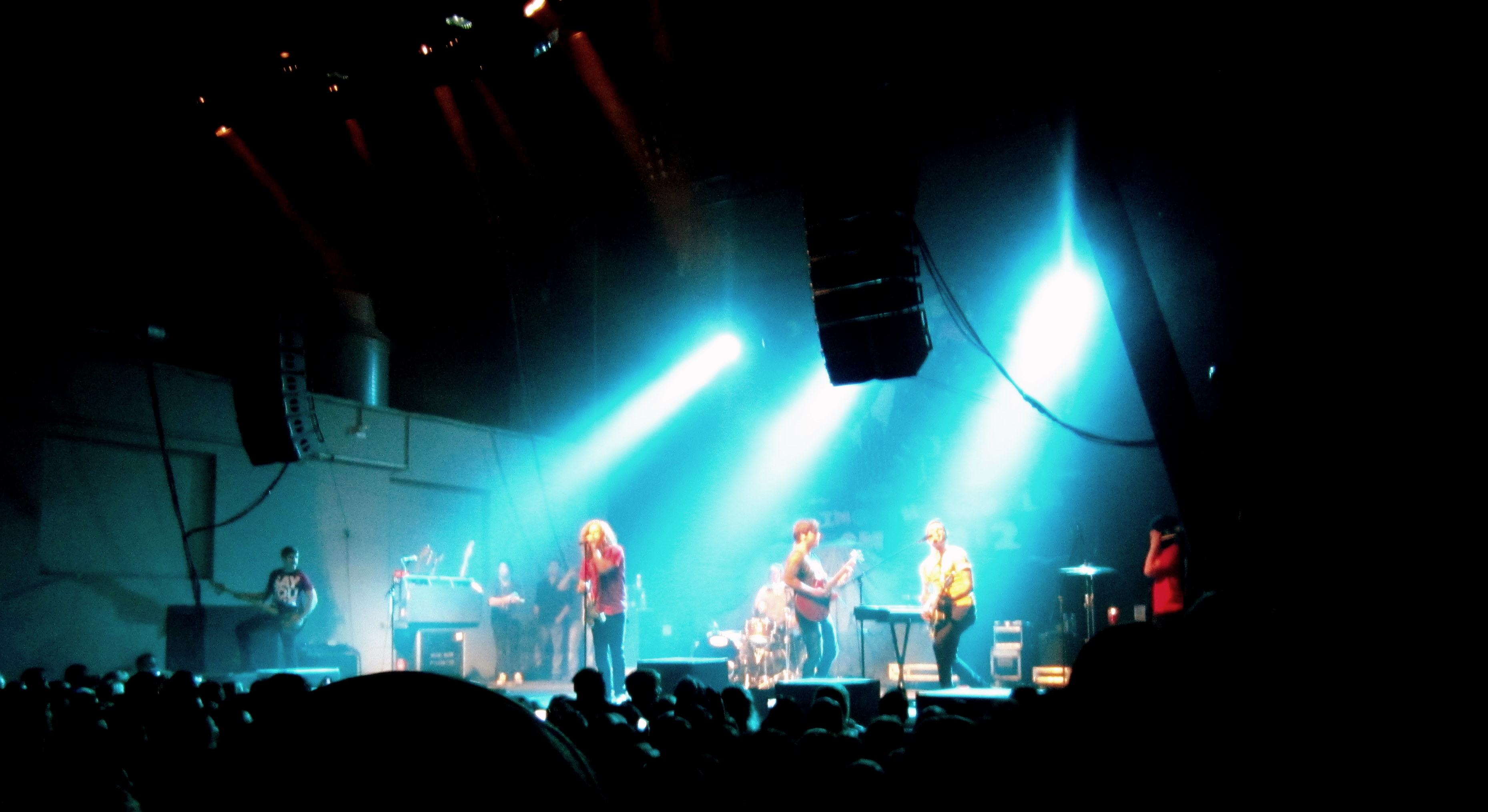
We the Kings 2012

We the Kings – amerykański zespół muzyczny z Florydy, założony w 2007 przez Travisa Clarka, Danny'ego Duncana oraz braci Huntera i Drewa Thomsen. 

## Członkowie
- Travis Clark – wokal, gitara, pianino
- Hunter Thomsen – gitara prowadząca, chór
- Drew Thomsen – gitara basowa, chór
- Danny Duncan – perkusja
- Charles Trippy – gitara basowa
- Coley O'Toole – pianino, gitara rytmiczna

## Dyskografia
- Ivy (2005)
- Between The Ink And Paper (2006)
- We the Kings (2007)
- Secret Valentine (2008)
- Smile Kid (2009)
- Sunshine State Of Mind (2011)
- Somewhere Somehow (2013)
- Stripped (2014)
- Strange Love (2015)
- So Far (2016)
- Self Titled Nostalgia (2017)
- Six (2018)[1]

## Single
- „Skyway Avenue” (2007) – We The Kings
- „Check Yes Juliet” (2007) – We The Kings
- „Secret Valentine” (2008) – We The Kings
- „Heaven Can Wait” (2009) – Smile Kid
- „We’ll Be A Dream (Feat. Demi Lovato)” (2010) – Smile Kid
- "She Takes Me High" (2010) – Smile Kid
- „Friday Is Forever” (2011) – Sunshine State Of Mind
- "Say You Like Me" (2010) – Sunshine State Of Mind
- "Just Keep Breathing" (2013) – Somewhere Somehow
- "Find You There" (2013) – Somewhere Somehow
- "Any Othere Way" (2013) – Somewhere Somehow
- "Art of War" (2013) – Somewhere Somehow